# Чилов (посёлок)
Чилов (до 1999 г. — Жилой, азерб. Çilov) — посёлок городского типа в административном подчинении Пираллахинского района города Баку, Азербайджан. Посёлок расположен на острове Чилов в Каспийском море.
Статус посёлка городского типа с 1949 года. В посёлке Жилой родился Национальный Герой Азербайджана Расим Ибрагимов.
Центр добычи нефти.

## Население
| 1959 | 1970 | 1979 | 1989 | 2020 |
| ---- | ---- | ---- | ---- | ---- |
| 1608 | 1176 | 1548 | 1118 | 1703 |